# Định An Vương hậu
Định An Vương hậu (chữ Hán: 定安王后; Hangul:정안왕후, 22 tháng 1, 1355 - 2 tháng 8, 1412) còn được gọi là Thuận Đức Vương Đại phi (順德王大妃), là vương phi chính thất của Triều Tiên Định Tông, vị vua thứ hai của nhà Triều Tiên.

## Tiểu sử
Bà xuất thân từ Khánh Châu Kim thị (慶州金氏), con gái của Nguyệt Thành Phủ viện quân Kim Thiên Thụy (金天瑞) và Tam Hàn Quốc Đại phu nhân Đàm Dương Lý thị (潭陽李氏). Khi Định Tông còn là Thế tử, thì bà thành hôn với ông, trở thành Đức tần (德嬪). Sau khi Định Tông đăng cơ, cải gọi Đức phi (德妃).
Hậu quả của việc xung đột kế vị lần hai khiến chồng bà phải lập em trai là Lý Phương Viễn làm Vương thế đệ, rồi sau đó thoái vị nhượng ngôi cho Phương Viễn, tức Triều Tiên Thái Tông vào ngày 28 tháng 11 năm 1400. Chồng bà trở thành Thái Thượng vương, bà được Thái Tông phong hiệu Thuận Đức Vương Đại phi (順德王大妃).
Năm 1412, năm thứ 13 triều Thái Tông, Đại phi Kim thị qua đời, thụy hiệu là An Định Vương hậu (安定王后). Đến năm 1681 thì gia thêm thành Ôn Minh Trang Ý Định An Vương hậu (溫明莊懿定安王后).

## Gia quyến
- Nội tổ phụ: Kim Cát (金佶)
- Nội tổ mẫu: Doãn thị, con gái Doãn Phiền (尹蕃).
- Ngoại tổ phụ: Lý Nghệ (李藝), Phán lễ tân tự sự Tán viên, tặng Môn hạ tả thị trung.
- Ngoại tổ mẫu: Văn Hóa Liễu thị (文化柳氏), con gái Liễu Nhân Tu (柳仁修).
  - Phụ thân: Kim Thiên Thụy (金天瑞), tước Nguyệt Thành Phủ viện quân (月城府院君).
  - Mẫu thân: Đàm Dương Lý thị (潭陽李氏), tước Tam Hàn Quốc Đại phu nhân.

## Trong văn hóa đại chúng
- Kim Hae-sook  (MBC, 1983)
- Park Yun-seon - Nước mắt của rồng (KBS, 1996-1998)